# Sue Lines
Susan Lines (ur. 15 grudnia 1953 r.) australijska polityk, od 2013 r. jest senatorem stanu Australii Zachodniej, reprezentując Australijską Partię Pracy. W 2016 r. została wiceprzewodniczącą Senatu Australii, a w 2022 została przewodniczącą Senatu. 

## Życiorys
Lines uczęszczał do szkoły podstawowej Gosnells i szkoły średniej Armadale. Ukończyła studia licencjackie na Uniwersytecie Murdoch i pracowała jako nauczycielka od 1984 do 1985. Jej matka, zmarła w 1976. W 1987 roku, po kilku latach pracy w charakterze organizatora społecznego, Lines rozpoczął pracę jako organizator związkowy w organizacji, która później przekształciła się w United Voice. Została zastępcą sekretarza stanu związku w 2001 r. i zastępcą sekretarza krajowego w 2007 r.

## Kariera polityczna
Lines została wybrana do władz stanowych ALP w Australii Zachodniej w 1990 r. i do władz krajowych w 2002 r. Była delegatem na konferencje krajowe i delegatem na konferencje stanowe zarówno w Australii Zachodniej, jak i Nowej Południowej Walii w różnych momentach. W latach 2007–2009 była członkiem komisji ds. polityki krajowej ALP.
W 2013 r. Lines został nominowany przez ALP w celu obsadzenia dorywczego wakatu spowodowanego rezygnacją senatora Chrisa Evansa. 
Sue Lines pracowała w wielu komisjach Senatu. Została wybrana na wiceprzewodniczącego Senatu we wrześniu 2016 r. po Gavinie Marshallu. Jest trzecią kobietą na tym stanowisku, po Margaret Reid i Sue West. W 2018 r. jako przewodnicząca komisji proceduralnej Senatu prowadziła śledztwo w sprawie stosowania Modlitwy Pańskiej do otwarcia posiedzeń parlamentarnych, w którym zalecono, aby praktykę tę należy kontynuować. 
W lipcu 2022 r., po zwycięstwie ALP w wyborach federalnych w 2022 r., Lines został wybrany na przewodniczącego Senatu po Slade’u Brockmanie. Jest drugą po Margaret Reid kobietą wybraną na to stanowisko i pierwszą kobietą z ALP wybraną na to stanowisko. 

## Życie prywatne
Sue Lines urodziła się w Perth jako córka Nancy McRae i Jima Linesa. Mama Lines była nauczycielką. Jej dziadkowie ze strony matki byli Szkotami.

## Link do strony senator Sue Lines
https://www.aph.gov.au/Senators_and_Members/Parliamentarian?MPID=112096